# MultiFinder
Il MultiFinder è un'estensione di sistema del sistema operativo macOS per computer Macintosh: consisteva in un file di questo nome presente nella Cartella Sistema. Apparve per la prima volta con il rilascio del System 5 e poi in versione migliorata nel System 6. 

## Obiettivo
Il MultiFinder aveva il compito di aggiungere al sistema operativo la funzionalità di poter avviare ed eseguire due o più applicazioni, invece di una sola possibile con il Finder, implementando così un multitasking cooperativo. Prima del suo rilascio, operando quindi con il Finder, si poteva lanciare una applicazione per volta. Già con la versione successiva del sistema operativo, il System 7, questa funzionalità del MultiFinder venne ulteriormente migliorata e inclusa nel sistema operativo; pertanto, non era più presente nella Cartella Sistema come file separato.

## Situazione precedente
Prima dell'avvento del Multifinder, per cercare di superare quella limitazione, Andy Hertzfeld decise di scrivere il programma Switcher. Questo programma forniva degli "scomparti" in memoria RAM dove venivano caricate le applicazioni e poi, a seconda dei comandi dell'utente, provvedeva a scambiare gli scomparti in esecuzione. L'utente vedeva sulla barra superiore dello schermo delle icone che rappresentavano i programmi caricati e, a seconda dell'icona che selezionava, Switcher provvedeva a commutare lo scomparto in uso. Questo programma non implementava un vero multitasking dato che mentre una applicazione era in esecuzione le altre erano congelate e non potevano seguire nessun tipo di elaborazione.  Pur offrendo un multitasking limitato, Switcher aveva il vantaggio di essere compatibile  con la gestione della memoria del sistema operativo e con le applicazioni Macintosh esistenti. Dal lavoro di Hertzfeld Apple è partita per realizzare il MultiFinder.

## Funzionalità
Il MultiFinder nasce ovviamente per rispondere a una delle principali richieste degli utenti. Ma la sua storia merita una piccola digressione. Durante lo sviluppo del Macintosh i progettisti Apple decisero di abbandonare il multitasking sviluppato per il sistema operativo del Lisa per via della scarsa memoria del computer (il primo Macintosh era dotato di 1 KB di RAM). Per consentire comunque una qualche forma di multitasking inventarono gli accessori da scrivania, programmini che utilizzavano poca memoria (orologio, blocco note, calcolatrice, etc.), che potevano essere aperti dal Menu Apple anche con un'applicazione aperta da Finder. In tal modo, questo consentiva di simulare un multitasking basilare. Col passare del tempo i modelli Macintosh vennero dotati sempre di più memoria e quindi la limitazione tecnica iniziale venne a cadere. Per esempio il Macintosh Plus era dotato di 1 MB di memoria, una quantità più che sufficiente (per l'epoca) per far funzionare due programmi contemporaneamente.
Il MultiFinder ha esteso il System permettendo un vero multitasking (sebbene cooperativo). Quando una applicazione era in esecuzione le altre venivano riposte dietro la finestra dell'applicazione in esecuzione. Questo era necessario per permettere la compatibilità con le applicazioni precedenti al System 6 ed era anche utile perché permetteva all'utente di avere una visione intuitiva delle applicazioni avviate ma non attive in quell'istante. Il MultiFinder si preoccupava di gestire l'allocazione della memoria per le singole applicazioni dato che la gestione della memoria implementata dal System era peculiare e creava molte limitazioni all'utente.

## Evoluzione successiva
Il MultiFinder era un'entità separata col System 6 ma, vista la sua utilità, venne integrato nel System 7 e successivi (8 e 9). Il successivo sistema operativo, macOS X, era di tipo Unix, ed era basato su un preemptive multitasking e su una gestione della memoria molto più efficiente e moderna.